# Baden-Württembergs lantdag
Baden-Württembergs lantdag (tyska: Landtag von Baden-Württemberg) är delstatsparlamentet i det tyska förbundslandet Baden-Württemberg, med säte i förbundslandets huvudstad Stuttgart.

## Bakgrund
Lantdagen existerar i sin nuvarande form sedan 1952, då Baden-Württemberg bildades ur de tidigare förbundsländerna Baden, Württemberg-Hohenzollern och Württemberg-Baden. I samband med detta övertogs även funktionen hos deras respektive lantdagar.
Sedan 1961 sammanträder lantdagen i det nuvarande lantdagshuset i Stuttgart.

## Val
Val till lantdagen hålls vart femte år. Till skillnad från många lantdagar i Tyskland väljs Baden-Württembergs lantdag inte enligt det tvåröstsystem som används vid val till Tysklands förbundsdag, utan istället har varje väljare endast en röst. En femprocentsspärr tillämpas. Baden-Württemberg är indelat i 70 valkretsar där den kandidat som uppnått högst röstetal i sin valkrets erhåller ett direktmandat, ett så kallat förstamandat. Med hjälp av en modifierad version av uddatalsmetoden beräknas därefter partiernas proportionella antal mandat för vart och ett av de fyra regeringsområdena i Baden-Württemberg, så att ytterligare 50 så kallade andramandat fördelas över de partier som inte redan uppnått sin proportionella röstandel i mandatfördelningen. Om något parti genom överhängsmandat från förstamandaten då är överrepresenterat, fördelas ytterligare ett antal utjämningsmandat bland övriga partier, vilket leder till att lantdagens antal ledamöter varierar från mandatperiod till mandatperiod. Andramandaten och utjämningsmandaten går sedan 2011 till de av partiets ej direktvalda kandidater i respektive regeringsområde som erhållit högst röstandel i sin valkrets.

### Valresultat
Röstandel i procent, antal mandat inom parentes.
| Val  | CDU        | SPD        | FDP        | Grüne      | Die Linke | AfD         | övriga    | not   |
| ---- | ---------- | ---------- | ---------- | ---------- | --------- | ----------- | --------- | ----- |
| 2001 | 44,8% (63) | 33,3% (45) | 8,1% (10)  | 7,7% (10)  |           |             | 4,6% (-)  |       |
| 2006 | 44,2% (69) | 25,2% (38) | 10,7% (15) | 11,7% (17) | 3,1% (0)  |             | 3,2% (-)  |       |
| 2011 | 39,0% (60) | 23,1% (35) | 5,3% (7)   | 24,2% (36) | 2,8% (0)  |             | 4,2% (-)  | [ 3 ] |
| 2016 | 27,0% (42) | 12,7% (19) | 8,3% (12)  | 30,3% (47) |           | 15,1 % (23) | 4,0 % (-) | [ 4 ] |
| 2021 | 24,1% (42) | 11,0% (19) | 10,5% (18) | 32,6% (58) | 3,6% (0)  | 9,7% (17)   | 3,1% (-)  | [ 5 ] |